# Дораз
Дораз (пол. Doraz) — село в Польщі, у гміні Двікози Сандомирського повіту Свентокшиського воєводства.